# Keysercythere
Keysercythere is een geslacht van kreeftachtigen uit de klasse van de Ostracoda (mosselkreeftjes).

## Soort
- Keysercythere enricoi Karanovic & Brandão, 2014